# Gateway City
Die Gateway City war das erste Vollcontainerschiff (englisch: „cellular container vessel“), auf dem Container nach dem heutigen Prinzip übereinander gestaut und verriegelt wurden.
Nachdem der Transportunternehmer Malcom McLean im Jahr 1955 einen 75-prozentigen Anteil seiner Spedition McLean Trucking Co. für 6 Millionen US$ verkauft hatte, investierte er dieses Geld in den Erwerb der Reederei Pan-Atlantic, die er später in SeaLand Industries umbenannte. Als weltweit erstes Containerschiff stellte er 1956 die Ideal X in Dienst.

## Geschichte
Das C2-S-E1 Kombischiff Sumter  wurde 1942/43 auf der Werft Gulf Shipbuilding Corporation in Chickasaw, Vereinigte Staaten, als Baunummer 5 im Auftrag der War Shipping Administration in San Francisco gebaut.
Das Schiff  wurde 1942 zunächst als Iberville auf Kiel gelegt und im Jahr nach Kriegsende auch wieder auf diesen Namen umbenannt. 1947 wurde es auf den Namen Gateway City getauft, bevor McLean es 1955 erwarb und 1957 umfassend zum Containerschiff umbauen ließ. Es sollte im Linienverkehr zwischen den Ostküstenhäfen der Vereinigten Staaten betrieben werden, um dort die gerade erst in Dienst gestellte Ideal X und ihre ebenfalls umgebauten Schwesterschiffe abzulösen. Die Jungfernfahrt als Containerschiff begann am 4. Oktober 1957, dem Tag, an dem auch Sputnik 1 startete, auf der Route von Newark (New Jersey) über Miami nach Houston (Texas) und verlief ohne nennenswerte Schwierigkeiten. McLean ließ fünf weitere C2-S-E1 Kombischiffe auf dieselbe Weise umbauen. Diese sechs Schiffe bildeten die Sea-Land C2-C-Klasse, welche insbesondere durch die höhere Containerkapazität ein Ausweiten der Dienste, 1958 zunächst nach Puerto Rico und später zügig in zahlreiche weitere Gebiete, erlaubten. Zwar wurde die erste Puerto-Rico-Reise der Gateway City ein Misserfolg, da die Entladung des Schiffes abgelehnt wurde, der Dienst setzte sich jedoch rasch durch.
Das Schiff blieb bis 1978 in Fahrt und wurde dann zum Abbruch verkauft. Dieser begann im Oktober 1978 in Hongkong.

## Containeranordnung
Während die Ideal X durch sogenannte „Spardecks“, oberhalb der eigentlichen Hauptdeckskonstruktion, auf den Transport von Containern vorbereitet wurde, wobei jeder Container weiterhin einzeln an Deck gelascht werden musste und insbesondere die Befrachter und Ablader von der Machbarkeit des Containertransports überzeugt worden waren, ging man bei der Gateway City einen anderen Weg. Das Schiff wurde beim Umbau um knapp drei Meter verbreitert und so gestaltet, dass die Container an Deck und in den Laderäumen übereinander gestaut und Cellguides verwendet werden konnten. Damit gilt sie als erster Vertreter dieses noch heute angewandten Prinzips des 1957 noch neuartigen Schiffstyp und als Pionier des Intermodalen Transports. Aufgrund der in den damaligen Häfen noch nicht vorhandenen Infrastruktur, in Form von Containerbrücken oder anderem geeigneten Umschlaggerät, wurde die Gateway City an Deck mit einem Portalkran ausgerüstet.